# Denis Streker
Denis Streker (* 6. April 1991 in Mainz) ist ein deutscher Fußballspieler. Der Defensivakteur spielt für die zweite Mannschaft von Eintracht Frankfurt.

## Karriere
Denis Streker wurde in Mainz geboren und war in seiner Jugend bei verschiedenen Vereinen in der Mainzer Region aktiv. Bis zur D-Jugend spielte Streker beim FSV Oppenheim und wechselte dann zur C-Jugend des SV Guntersblum. In der Saison 2007/08 spielte er in Mainz bei der B-Jugend des SV Gonsenheim.
Anschließend wechselte er 2008 in die A-Jugend des SV Wehen Wiesbaden, mit der er in die A-Junioren-Bundesliga aufstieg. Dort spielte Streker ein weiteres halbes Jahr in der Jugendabteilung des Vereins, ehe er 2009 frühzeitig in die zweite Mannschaft hochgezogen wurde, die damals in der Regionalliga Süd spielte, und einen Zweijahresvertrag erhielt. In der Regionalliga-Mannschaft wurde er zum Stammspieler und kam bis Saisonende in 16 Spielen zum Einsatz. Häufig trainierte er bei der Profimannschaft der Hessen mit. Auch in der folgenden Saison 2010/11 konnte er seinen Stammplatz verteidigen und absolvierte 28 Partien; zudem saß er bei zwei Drittliga-Spielen der ersten Mannschaft auf der Ersatzbank. 
Nach Ablauf seines Vertrages wechselte Streker im Juli 2011 zur zweiten Mannschaft von Eintracht Frankfurt, die ebenfalls in der Regionalliga Süd antrat. Auch dort wurde er zum Stammspieler und nach einem halben Jahr ins Training der Zweitliga-Mannschaft unter Armin Veh aufgenommen; in einem Spiel der Profimannschaft kam er jedoch nicht zum Einsatz.
Nach einem Jahr in Frankfurt machte Streker zur Saison 2012/13 von einer Ausstiegsklausel in seinem Vertrag Gebrauch und wechselte zur TSG 1899 Hoffenheim, die ihn für ihre zweite Mannschaft verpflichtete und bei der er einen Zweijahresvertrag unterzeichnete. Bei der in der Regionalliga Südwest spielenden zweiten Mannschaft der Kraichgauer rückte er in den Kader der Bundesliga-Mannschaft unter Trainer Markus Babbel auf. Unter ihm kam er in vier Erstliga-Spielen zum Einsatz, von denen er zweimal in der Startaufstellung stand, weitere siebenmal saß er ohne anschließenden Einsatz auf der Ersatzbank. Im Januar 2013 wurde er für ein halbes Jahr an den Zweitligisten Dynamo Dresden ausgeliehen, für den er in zehn Spielen seinen Beitrag zum Erreichen der Relegation und daraufhin in einem Relegationsspiel zum Klassenerhalt leistete. Zur folgenden Saison 2013/14 kehrte er wieder zur TSG Hoffenheim zurück, bei der jedoch nur noch in der zweiten Mannschaft eingesetzt wurde.
Zur Saison 2014/15 wechselte Streker in die österreichische Bundesliga zur SV Ried, bei der er einen Zweijahresvertrag mit Option auf ein weiteres Jahr unterschrieb.
Zur Saison 2016/17 wechselte er zum deutschen Drittligisten FSV Frankfurt, bei dem er einen bis Juni 2018 gültigen Vertrag erhielt. Infolge des Abstiegs der Frankfurter am Ende der Saison wurde er im Sommer 2017 vereinslos. Nach mehr als halbjähriger Vereinslosigkeit und erfolglosen Probetrainings bei Preußen Münster und Waldhof Mannheim schloss er sich am 31. Januar 2018 dem Regionalligisten TSV Schott Mainz an, bei dem er einen Vertrag bis zum Saisonende unterzeichnete. Am Ende der Saison stieg die Mannschaft in die Oberliga ab; Streker wechselte daraufhin zum künftigen Regionalligisten SC Hessen Dreieich, der aus der Hessenliga aufgestiegen war. Dort blieb er auch, als der Verein am Ende der folgenden Saison zurück in die Hessenliga abstieg, und wurde anschließend Mannschaftskapitän. Außerdem stieg er parallel auch in die Nachwuchsarbeit des Vereins ein und übernahm das Training der U12-Junioren. Nach dem Rückzug der Herrenmannschaft zur Saison 2022/23 wurde Streker in den Kader der zweiten Mannschaft von Eintracht Frankfurt aufgenommen, mit der er ebenfalls in der Hessenliga spielt.